# Rue de la Boucherie (Nantes)
Pour les articles homonymes, voir Rue de la Boucherie.
La rue de la Boucherie est une voie nantaise.

## Situation et accès
Située dans le quartier centre-ville de Nantes, cette rue piétonne en pente relie la rue de Feltre et la place de l'Écluse à rue Cacault.

## Origine du nom
L'artère tient son nom du fait qu'au Moyen Âge son extrémité sud était prolongée par un pont agrémenté de moulins et d'étals de bouchers. Cet ouvrage rejoignait alors l'actuelle rue des Halles et a été démoli en 1823, lors des travaux d'exécution du canal de Nantes à Brest. 

## Historique
Au XIIIe siècle, Pierre Mauclerc édifie, à l'extrémité septentrionale de la rue, les premiers ouvrages de la porte Sauvetout, dont on peut observer aujourd'hui les vestiges, et qui constitue alors la sortie nord du faubourg Saint-Nicolas, que le gouverneur du duché de Bretagne a commencé à entourer de remparts longeant les douves creusées par son prédécesseur Guy de Thouars et qui constituent aujourd'hui la rue de l'Arche-Sèche.
Une chapelle dédiée à saint Yves, construite en 1440 par le duc Jean V, se trouvait dans le bas de rue, près du pont de l'Écluse (à l'emplacement de la place homonyme). Selon les termes d'une transaction passée le 24 novembre 1768 entre d'une part le curé et le général de la paroisse de Saint-Similien, et d'autre part la Communauté des maîtres bouchers. Ces deniers pouvaient y célébrer l'office de saint Barthélemy, leur patron, moyennant la prise en charge à perpétuité des frais d'entretien de l'édifice par la corporation. D'après Jean-Baptiste Ogée, elle a été rebâtie vers 1779, puis transformée en maison d'habitation et enfin démolie peu avant 1837, lors du percement de la rue de Feltre. Elle mesurait, paraît-il, 16 pieds 1/2 de façade et 48 de profondeur.
La voie a porté auparavant les noms de rue « de la Gouesnerie » ou « de la Guesnerie » pour la partie basse, au sud, et rue « de Sauvetour » pour la partie haute.
La voie est élargie à la fin des années 1980. Depuis 2000, la ligne 3 du tramway emprunte la rue.